# Adel Abdel Rahman
Hosny Adel Abdel Rahman (sinh ngày 11 tháng 12 năm 1967) là một cựu cầu thủ và huấn luyện viên bóng đá chuyên nghiệp người Ai Cập. Trước đây ông từng là quản lý của các câu lạc bộ Al-Ittihad, Al-Shabab, Al-Batin và Al-Wehda.

## Thống kê
Tính đến 18 tháng 2 năm 2017
| Câu lạc bộ dẫn dắt | Từ                   | Đến                  | Số trận | Thắng | Hòa | Thua | % Thắng | Chú thích |
| ------------------ | -------------------- | -------------------- | ------- | ----- | --- | ---- | ------- | --------- |
| Al-Shabab          | 3 tháng 4 năm 2015   | 15 tháng 5 năm 2015  | 8       | 3     | 2   | 3    | 037,5   | [ 1 ]     |
| Al-Ittihad         | 27 tháng 11 năm 2015 | 14 tháng 12 năm 2015 | 4       | 2     | 1   | 1    | 050,0   | [ 2 ]     |
| Al-Batin           | 13 tháng 8 năm 2016  | 3 tháng 11 năm 2016  | 11      | 3     | 3   | 5    | 027,3   | [ 3 ]     |
| Al-Wehda           | 23 tháng 12 năm 2016 | 5 tháng 5 năm 2017   | 15      | 3     | 1   | 11   | 020,0   | [ 4 ]     |
| Tổng cộng          | Tổng cộng            | Tổng cộng            | 38      | 11    | 7   | 20   | 028,9   | —         |